# Iarlabag
Iarlabag va ser rei de Sumer. Segons la Llista de reis sumeris pertanyia a l'anomenada Dinastia Guti, i va regnar a finals del tercer mil·lenni durant tres anys.
Segons aquesta Llista, el va precedir Igeshauix i el va succeir Ibate.